# Luigi I. Gonzaga

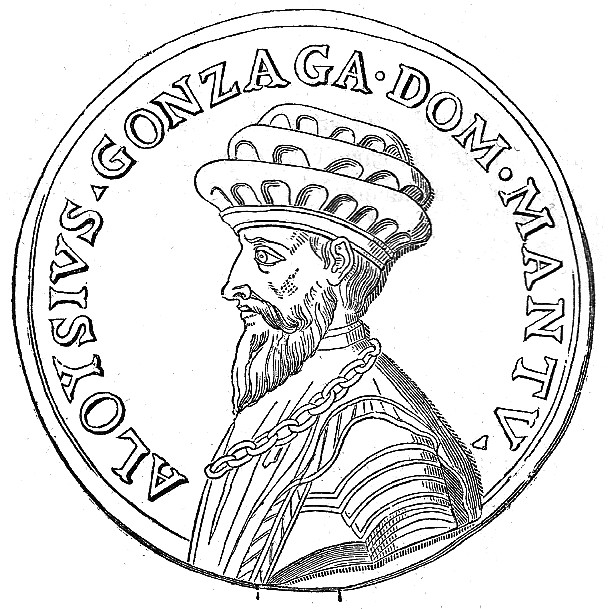
Luigi I. Gonzaga.

Luigi I. Gonzaga (auch Ludovico I. Gonzaga) (* 1267; † 18. Januar 1360) aus dem Geschlecht der Gonzaga war Stadtherr von Mantua  seit der Ermordung von Rinaldo dei Bonacolsi im Jahre 1328. Im Jahr darauf machte Kaiser Ludwig IV. ihn 1329 zum Reichsvikar von Mantua.

## Herkunft
Ludovico I. stammte aus dem Haus der Gonzaga, einer alteingesessenen Familie ländlichen Ursprungs der Lombardei, die bis in das 12. Jahrhundert zurückreicht, sich ursprünglich Corradi, dann nach ihrem Landbesitz Gonzaga „Corradi di Gonzaga“ und schließlich nur noch Gonzaga nannte.
Ludovico war ein Enkel von Antonio Corradi († 1283 in Mantua), der 1259 einer der „Anziani del Popolo“ (etwa: Stadtrat) von Mantua und mit der reichen Erbin Richilde Pedroni verheiratet war, die große Teile der Herrschaft Gonzaga in die Ehe brachte, die zum Namensgeber der Familie Gonzaga und zur Grundlage des Aufstieges zu einer der berühmtesten und mächtigsten Familien Italiens wurde. Sie liegt an der südlichen Grenze der Provinz Mantua und ist etwa 29 km von Mantua und 34 km von Reggio nell’Emilia entfernt.
Sein Vater war Guido (auch Corrado genannt) Corradi da Gonzaga († 1318 in Mantua), ein reicher Grundbesitzer, der 1287 die Belehnung mit der Burg und Herrschaft Gonzaga durch das Benediktinerkloster San Benedetto di Polirone erwirkte. Ludovicos Mutter war eine Tochter von Strambino di San Martino, Herrn von San Martino dall’Argine (etwa 31 Kilometer südwestlich von Mantua am Fluss Oglio gelegen).

## Ehen und Nachkommen
Ludovico Gonzaga heiratete in erster Ehe Richilda Ramberti (* 1269; † 1319) aus Brescia, eine Tochter des Condottiere Ramberto Ramberti, Podestà von Modena, in zweiter Ehe Caterina Malatesta († 1340), eine Tochter von Pandolfo I. Malatesta Herrn von Rimini (1317–1326) und in dritter Ehe 1340 Giovanna Novella Malaspina, aus dem Zweig Spino Fiorito, eine Tochter des Condottiere Spinetta Malaspina, genannt „der Große“ († 1352) marchese di Verrucola und der Beatrice Visconti.
Kinder aus erster Ehe:
1. Filippino Gonzaga (* um 1290; † 5. April 1356 in Mantua), Erbe seines Vaters,[6] 1349 Kaiserlicher Vikar von Reggio Emilia, heiratete 1322 in erster Ehe Anna di Dovara, Erbtochter  von Buoso (Niccolò nach Litta) di Dovara, Erbin von Cremona und großer Güter in der Isola Dovarese und in zweiter Ehe am 9. Februar 1354 Verena Gräfin von Habsburg-Laufenburg († nach 1356), eine Tochter von Graf Johann II. und der Verena von Neuenburg aus dem Haus der Grafen von Neuenburg (Neufchâtel-Blamont).[7]
2. Guido I. Gonzaga (* 1291 in Mantua; † 22. September 1369 in Mantua) folgte auf seinen Vater von (1360–1369) als  2. „Capitano del Popolo“ (etwa: gewählter Regent) und Kaiserlicher Reichsvikar von Mantua. Er  heiratete in erster Ehe Agnese Pico della Mirandola (* 1303; † 1340),  eine Tochter des Francesco I. Pico Herr von Mirandola und der Beatrice della Rosa aus dem Haus der Herren von Sassuolo, in zweiter Ehe 1340 Camilla Beccaria aus dem Haus der Herren von Pavia und in dritter Ehe Beatrix Gräfin von Bar-le-Duc, eine Tochter des Grafen Eduard I. und der Maria Prinzessin von Burgund,[3] eine Enkelin von Ludwig IX. dem Heiligen König von Frankreich (1226–1270). Guido wurde zum Stammvater der Hauptlinie der späteren Markgrafen und Herzöge von Mantua.
3. Feltrino Gonzaga (* um 1300 in Mantua; † 1374 in Padua), heiratete in erster Ehe 1328 Antonia da Correggio, eine Tochter von Guido IV. da Correggio Herrn von Correggio, und von Parma und in zweiter Ehe die Witwe seines Neffen Ugolino Gonzaga (†  ermordet 14. Oktober 1362), Caterina Visconti (* 1342; † 10. Oktober 1382), eine Tochter von Matteo II. Visconti, Herrn von Mailand. Er wurde zum Stammvater der Linie der Grafen von Novellara und Bagnolo in Piano, die 1728 in männlicher Linie erlosch.
4. Tommasina Gonzaga, heiratete 1319 in Mantua Guglielmo III. Azzone conte di Castelbarco, Condottiere, Herr von Ala, Avio und Brentonico, nahm am 16. August 1328 an der Vertreibung der Bonacolsi aus Mantua teil.

Kinder aus 2. Ehe:
1. Luigia Gonzaga verheiratet mit Azzo da Correggio († 1364),  Herrn von  Correggio,
2. Federico Gonzaga († 1376), Condottiere, nahm 1376 an der Verschwörung gegen seinen Neffen Ludovico II. Gonzaga teil und vermutlich im Zusammenhang damit hingerichtet.
3. Corrado Gonzaga († nach 1340) verheiratet 1340 mit Verde Beccaria. Er wurde zum Stammvater der Linie der „Nobili Gonzaga“, die später zu Markgrafen von Palazzolo aufstiegen. Diese Linie erlosch 1751 im Mannesstamm.

Kinder aus dritter Ehe:
1. Giovanni Gonzaga, Patrizier von Venedig, (Kinder aus außerehelichen Beziehungen)
2. Bartolomeo Gonzaga, Patrizier von Venedig.
3. Azzo Gonzaga († 1412)
4. Giacomo Gonzaga Patrizier von Venedig, († nach 22. Juni 1369)
5. Mario Gonzaga, Patrizier von Venedig
6. Tommasina Gonzaga, verheiratet mit Alidosio Alidosi aus dem Haus der Herren von Imola
7. Orietta Gonzaga, Patrizierin von Venedig

Aus außerehelichen Beziehungen stammen:
1. Bartolomeo Gonzaga
2. Costanza  Gonzaga